# 오똑이분대
《오똑이분대》는 MBC에서 1979년 11월 5일부터 1980년 2월 29일까지 방영되었던 어린이 연속극이다.

## 등장 인물
- 김영애(김효실) : 첫째
- 이계인(김창수) : 둘째
- 박종범(김동철) : 셋째
- 박성미(김선미) : 넷째
- 손창민(김철민) : 다섯째
- 윤유선(김윤실) : 여섯째
- 황치훈(김경훈) : 일곱째
- 김민희(김금지) : 여덟째(막내)
- 박규채